# Birra Peja

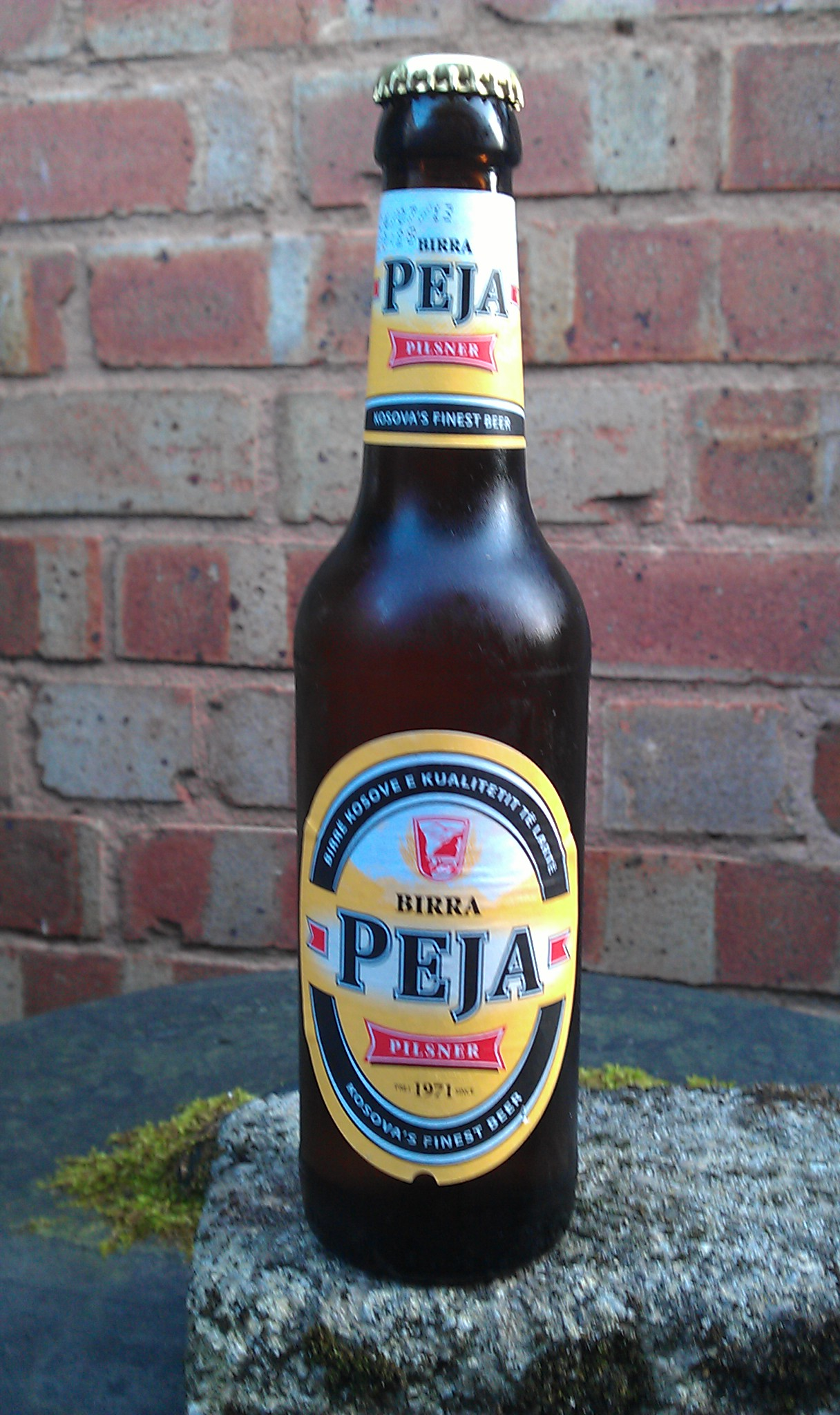
Eine Flasche Birra Peja

Birra Peja Sh. a. ist eine kosovarische Brauerei, deren Bau im Jahr 1968 begann. Seit 1971 wird in Peja Bier produziert. 2010 wurde das Unternehmen privatisiert. Birra Peja betreibt neben der Brauerei auch Lagerhäuser, Transport- und Lieferfahrzeuge sowie Groß- und Einzelhandelsfilialen im Kosovo. Der Hauptsitz des Unternehmens befindet sich in der Stadt Peja.
Haupteigentümer der Brauerei sind die Birra Peja Sh. a. und die Devolli Group. 
Seit März 2012 verkauft das Schweizer Detailhandelsunternehmen Coop als erstes kosovarisches Produkt Birra Peja in Dosen.